# Balfour (Dakota du Nord)
Pour les articles homonymes, voir Balfour (homonymie).
La ville de Balfour est située dans le comté de McHenry, dans l’État du Dakota du Nord, aux États-Unis. Lors du recensement de 2010, sa population s’élevait à 26 habitants.

## Démographie
| 1910 | 1920 | 1930 | 1940 | 1950 | 1960 |
| ---- | ---- | ---- | ---- | ---- | ---- |
| 399  | 322  | 197  | 193  | 162  | 159  |

| 1970 | 1980 | 1990 | 2000 | 2010 | - |
| ---- | ---- | ---- | ---- | ---- | - |
| 93   | 51   | 33   | 20   | 26   | - |

## Source
- (en) Cet article est partiellement ou en totalité issu de l’article de Wikipédia en anglais intitulé « Balfour, North Dakota » (voir la liste des auteurs).